# Caayguara album
Espèce
Synonymes
- Olios albus Mello-Leitão, 1918

Caayguara album est une espèce d'araignées aranéomorphes de la famille des Sparassidae.

## Distribution
Cette espèce est endémique du Brésil. Elle se rencontre dans les États d'Espírito Santo, de Rio de Janeiro, de São Paulo et du Paraná dans la forêt atlantique.

## Description
Les mâles mesurent de 6,0 à 7,7 mm et les femelles de 8,8 à 9,5 mm.

## Publication originale
- Mello-Leitão, 1918 : Drassoideas do Brasil. Archivos da Escola Superior de Agricultura e Medicina Veterinaria, vol. 2, p. 17-74.